# Far West

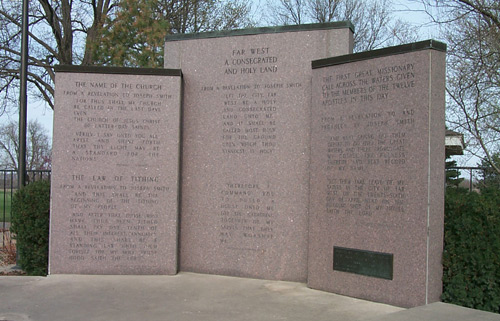
Monumento em Far West

Far West foi um povoado mórmon no Condado de Caldwell, estado norte-americano do Missouri.

## Fundação e história
A cidade foi fundada por líderes mórmons do Missouri, como W. W. Phelps e John Whitmer, em agosto de 1836, pouco antes da criação do conselho. A cidade foi inicialmente tecendo como uma área de 396 pés quadrados. O desenho da cidade lembrava o profeta mórmon Joseph Smith Jr., que concebeu o plano para a Cidade de Sião, que havia sido planejado para ser construído na cidade de Independence, no Condado de Jackson. Como a cidade de Far West cresceu, a base foi prolongada até quatro acres.
Far West se tornou a sede da Igreja Mórmon, no início de 1838, quando o profeta Joseph Smith e Sidney Rigdon se mudaram para a cidade da sede da igreja anterior, Kirtland. Ainda em Far West, o nome oficial da igreja foi mudado de Igreja de Jesus Cristo para A Igreja de Jesus Cristo dos Santos dos Últimos Dias.
Far West foi abandonada pelos mórmons em 1839, após eles terem sido expulsos do Missouri.